# Batman: The Enemy Within
Batman: The Enemy Within (Batman el enemigo interior) es una aventura gráfica episódica del género point and click desarrollada y publicada por Telltale Games y distribuida por Warner Bros. Interactive Entertainment bajo el sello DC Entertainment. Forma parte de la serie de juegos Batman: The Telltale Series, basado en el personaje enmascarado de DC Comics, aunque no está inspirado en ningún trabajo previo en cómic, película u otro medio.
El juego presenta un formato episódico similar al de otros juegos previos de Telltale (como The Walking Dead, The Wolf Among Us,  y Tales From Borderlands), donde la historia está influida tanto por el diálogo como por las acciones tomadas por el jugador durante los eventos. Presentará situaciones al jugador donde se debe optar por decisiones como Bruce Wayne o como Batman. La madurez es similar a los pasados juegos de Telltale.

## Trama
Aproximadamente un año después de derrotar a los Hijos de Arkham, Bruce Wayne (interpretado por Troy Baker) lentamente empieza a recobrar su reputación en Gotham City siguiendo el descubrimiento de sus padres como criminales. Él apunta a Rumi Mori (voz de Keone Young), uno de los más notorios comerciantes de armas de  Gotham City, quien es visto apostando en un casino. Sin embargo,un misterioso hombre encapuchado captura a  Mori y toma de rehenes a los clientes del casino. Bruce se equipa como Batman y regresa al casino mientras es notificado por Alfred (voz de Enn Reitel) que el hombre encapuchado es El Acertijo (Riddler en inglés) (voz de Robin Atkin Downes), una mente maestra criminal del pasado de Gotham que no había sido visto en muchos años. Batman salva a los clientes y persigue al Acertijo, quien lanza una caja de puzle a  Batman, diciéndole que si no resolvía el acertijo de dentro, habría personas heridas. Luego de que El Acertijo escapara, el Comisionado James Gordon (voz de Murphy Guyer), Renee Montoya (voz de Sumalee Montano),y el resto del Departamento de Policía de Gotham City llegan y arrestan al segundo a cargo de El Acertijo, Eli Knable (voz de Alex Hernández) y el resto de los secuaces. Batman se encuentra con Amanda Waller (Debra Wilson), directora de la Agencia, y los cómplices de Waller, Agentes Especiales Iman Avesta (Emily O'Brien) y Vernon Blake (voz de Christian Lanz), quienes toman la investigación.
Luego de regresar a una rediseñada Baticueva, Batman encuentra que el puzle es en realidad una grabación y tras escucharla recibe una onda sonora que emite una señal desconocida. Se dirige a Wayne Enterprises y pide a Lucius Fox (voz de Dave Fennoy) decodificarlo. Lucius le cuenta a Bruce que deberían traer a su hija Tiffany (Valarie Rae Miller) a la compañía. Luego de ser interrogado por los agentes de Waller quienes acusan a Bruce de estar involucrado en la reciente actividad criminal, es contactado por Lucius quien le informa que la caja es peligrosa antes de morir en una explosión. En el funeral de Lucius, Bruce se reúne con un conocido del Asilo Arkham, "John Doe" (Anthony Ingruber), el cual ha sido liberado por buen comportamiento. John le pide Wayne un favor: encontrar a sus amigos y unirlos al grupo, algo que Bruce puede aceptar o no. Luego de ganar una ventaja sobre El  Acetijo en el Fin Este de Gotham, el Comisionado Gordon y Batman son atrapados en un escondite, donde deben resolver un acertijo para salir vivos. Mientras investigan el área, Batman encuentra un misil guía y deduce que la señal emitida por la caja resultó en un ataque aéreo a la locación de Fox. Determinado a encontrar al Acertijo, Bruce decide ir tras Mori, quien proveyó los misiles dirigidos al Acertijo, o a Eli Knable.
Independientemente de la decisión del jugador, Batman descubre que El Acertijo está en un barco y ha tomado de rehenes a los agentes de Waller. Batman se infiltra en el barco, pero es capturado junto con la Agente Avesta. El Acertijo le da a Batman un ultimátum: si puede resolver tres de sus acertijos, Avesta será ensordecida por la señal sónica del Acertijo. Si no contesta o da una respuesta incorrecta, los colegas de Avesta morirán uno por uno. Luego de que el Acertijo le realice a Batman la pregunta final, Batman usa su Bati-Cámara para localizar la cueva donde esta atrapado y se protege junto a la Agente Avesta de la trampa mortal del Acertijo. Batman una vez más supera al Acertijo redirigiendo sus misiles al mar luego de que estos sean lanzados a la ciudad. Luego de ser capturado y esposado, El Acertijo revela que fue traicinado por el líder de un grupo llamado El Pacto antes de que un misterioso asesino le dispara y lo matase con un dardo venenoso. Gordon y el GCPD llegan, junto con Waller y la Agencia. Dependiendo de quien haya interrogado Batman, Waller puede rebajar a Gordon a suboficial como resultado de la interferencia de ambos en el caso  o una tensión es puesta en la alianza de Gordon con Batman. Luego de tomar ventaja a la Dra. Harleen Quinzel, una antigua psiquiátrica en el Arkham y quien podría ser capaz de proveer información de El Pacto, Waller le revela a Batman que ella sabe su identidad secreta.
Luego de revelarle lo que sabe, Waller le da a Batman un ultimátum: cooperar con ella o arriesgar a que su identidad sea expuesta. Poco después, varias explosiones hacen retumbar a Gotham y se confirma que son los lugares donde se llevan a cabo tres grandes robos. Batman se desplaza a la más serio, un arsenal del Departamento de Policía de Gotham. El robo es encabezado por un hombre enorme que se llama a sí mismo Bane (J.B. Blanc). A pesar de los mejores esfuerzos de Batman, Bane lo sobrepasa y lo deja enterrado en escombros mientras él y sus hombres se escapan con las armas. Imposibilitado de liberarse, Batman llama a Gordon o a Waller, recibiendo de uno información acerca de los otros robos, e hiriendo su relación con el otro.
En la Baticueva, un recuperado Bruce Wayne y Alfred observan los otros dos robos. Se fijan que uno fue en un laboratorio de biotecnología donde el área y los empleados fueron misteriosamente congelados y el otro fue en un banco liderado por Harleen Quinzel (Laura Post). Sabiendo que él no puede hacer mucho como Batman, Bruce decide infiltrarse en El Pacto. Con "John Doe" como su única ventaja, decide tomar su oferta. Los dos se encuentran en un bar donde "John Doe" presenta a Bruce a Quinzel, quien se hace llamar Harley Quinn, y de quién John está enamorado, a pesar de que el sentimiento no es mutuo. Suspicaz de Bruce, Harley le da una chance para probarse a sí mismo robando la Llave Phalanx, que abre cualquier cerradura, de Wayne Enterprises. Cuando Harley y "John Doe"  inesperadamente se unen al atraco, Bruce detiene a Quinn de herir a Regina y a Tiffany y toma la Llave. Harley también toma un dispositivo de dispersión EMP.
Después, Batman es convocado por Gordon y Waller y se pone del lado de uno de ellos, fomentando su relación con el otro. Él también aprende que Harley se volvió demente por el suicidio de su padre. Batman es entonces contactado por el Pacto y llevado, como Bruce, a sus cuarteles. El Pacto consiste en  John, Harley, Bane, Señor Frío (quien estuvo detrás de el ataque al biolaboratorio) y sus secuaces individuales. Bane es reacio a confiar en Bruce y aunque Señor Frío es más dócil a la idea, especialmente cuando él apaga el emisor EMP luego de que John "accidentalmente" lo activara, Harley lo previene de que necesita la mayoría de los votos para unirse, Bruce se gana a Sr Frío por medio de potenciales promesas vacías y se gana el respeto de Bane por castigar a un traidor, o su ira perdonándolo. Al final, la mayoría vota por él y se le permite tomar parte del último asalto.
El robo es en un convoy armado que pasan usando el emisor, el cual también fríe las armas de los guardias, antes de atacar. Con Waller negándose a ayudar,Bruce subrepticiamente previene a cualquiera de morir mientras roban un gran contenedor metálico. Bruce entonces previene a Harley o a Bane de un brutal ataque, permitiéndoles escapar con el resto, mientras los otros son capturados por la Agencia. John, o Frío, está indignado por este evento mientras Harley/Bane usa la Llave para revelar los contenidos del contenedor: el congelado cadáver de Acertijo. Ellos explican entonces que la siguiente fase de su plan será esperar la llegada de un nuevo componente que fue robado por Gatubela (Catwoman) (Laura Bailey) quien está sorprendida de ver a Bruce con El Pacto.

## Episodios
El juego está separado en cinco episodios, revelados en, aproximadamente, intervalos mensuales.
| N.º | Título                             | Dirigido por  | Escrito por                                                       | Fecha de lanzamiento original |
| --- | ---------------------------------- | ------------- | ----------------------------------------------------------------- | ----------------------------- |
| 2   | «The Enigma» «El enigma»           | Kent Mudle    | James Windeler, Patrick Kevin Day & Shanon Ingles                 | 8 de agosto de 2017           |
| 3   | «The Pact» «El pacto»              | Matthew Leach | Luke McMullen, Chris Hockabout, Shanon Ingles & Patrick Kevin Day | 3 de octubre de 2017          |
| 4   | «The Pact» «Máscara fracturada»    | Sean Manning  | Ross Beeley, Shanon Ingles, Lauren R. Mee & Josh R. Trujillo      | 21 de noviembre de 2017       |
| 5   | «What Ails You» «Lo que te aflige» | Chris Rieser  | Patrick Kevin Day & Lauren R. Mee                                 | 23 de enero de 2018           |
| 6   | «Same Stitch» «Misma puntada»      | Kent Mudle    | Meghan Thornton, Ross Beeley & Lauren R. Mee                      | 27 de marzo de 2018           |